# Żarnowiec (gmina)
Żarnowiec – gmina wiejska w Polsce w województwie śląskim, w powiecie zawierciańskim. W latach 1975–1998 gmina administracyjnie należała do województwa katowickiego.
Siedziba gminy to Żarnowiec.
Według danych z 30 czerwca 2004 gminę zamieszkiwało 5011 osób.
Za Królestwa Polskiego gmina należała do powiatu olkuskiego w guberni kieleckiej. 13 stycznia 1870 do gminy przyłączono pozbawiony praw miejskich Żarnowiec.

## Struktura powierzchni
Według danych z roku 2002 gmina Żarnowiec ma obszar 124,77 km², w tym:
- użytki rolne: 74%
- użytki leśne: 22%

Gmina stanowi 12,44% powierzchni powiatu.

## Demografia

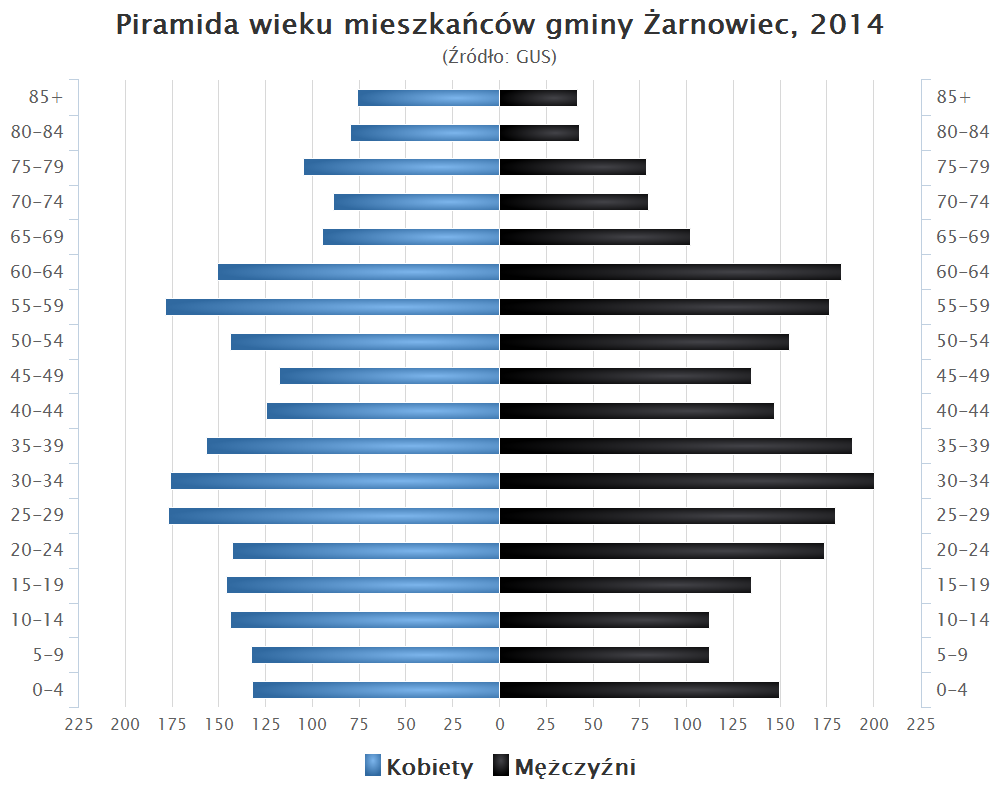
Piramida wieku mieszkańców gminy Żarnowiec w 2014 roku

Dane z 30 czerwca 2004:
| Opis                              | Ogółem | Ogółem | Kobiety | Kobiety | Mężczyźni | Mężczyźni |
| --------------------------------- | ------ | ------ | ------- | ------- | --------- | --------- |
| Jednostka                         | osób   | %      | osób    | %       | osób      | %         |
| Populacja                         | 5011   | 100    | 2505    | 50      | 2506      | 50        |
| Gęstość zaludnienia [mieszk./km²] | 40,2   | 40,2   | 20,1    | 20,1    | 20,1      | 20,1      |

## Sołectwa
Brzeziny, Chlina, Jeziorowice, Koryczany, Łany Małe, Łany Średnie, Łany Wielkie, Małoszyce, Otola, Otola Mała, Udórz, Wola Libertowska, Zabrodzie, Żarnowiec.
Miejscowość bez statusu sołectwa: Chlina Dolna, Ostra Górka, Zamiechówka.

## Sąsiednie gminy
Charsznica, Kozłów, Pilica, Sędziszów, Słupia, Szczekociny, Wolbrom